# دختران بامعرفت
دختران بامعرفت فیلمی به کارگردانی و نویسندگی امین امینی محصول سال ۱۳۴۳ است.

## خلاصه داستان
با مرگ محسن خان برادرش اسدالله خان و همسر او تصمیم می‌گیرند دخترهای محسن را سر به نیست و میراث محسن خان را تصاحب کنند…

## بازیگران
- شهین
- عباس مصدق
- فریده نصیری
- عبدالله محمدی
- عزت‌الله مقبلی
- دلیله نمازی
- منوچهر والی زاده
- رضا شفیع
- گیتی جعفری
- غیاث (بازیگر)
- وزیری (بازیگر)
- عباسی (بازیگر)
- ناصر (بازیگر)
- نیکخواه
- علی بربر
- علی ظهیری